# Biełteleradyjokampanija
Biełteleradyjokampanija (biał. Белтэлерадыёкампанія, ros. Белтелерадиокомпания, trb. Biełtieleradiokompanija), właściwie Narodowa Państwowa Spółka Telewizyjno-Radiowa Republiki Białorusi (biał. Нацыянальная дзяржаўная тэлерадыёкампанія Рэспублікі Беларусь, trb. Nacyjanalnaja dziarżaunaja teleradyjokampanija Respubliki Biełaruś; ros. Национальная государственная телерадиокомпания Республики Беларусь, trb. Nacyonalnaja gosudarstwiennaja tieleradiokompanija Riespubliki Biełarusʹ) – białoruski państwowy nadawca radiowo-telewizyjny, założony 1 stycznia 1956 jako Biełteleradyjo.
Biełteleradyjokampanija wspiera prezydenturę Alaksandra Łukaszenki i rozpowszechnia poglądy przywódców politycznych, w tym w szczególności propagandę na Białorusi.
W latach 1993–2021 była aktywnym członkiem Europejskiej Unii Nadawców (EBU) jako Belarusian Television and Radio Company (BTRC).

## Stacje telewizyjne
- Biełaruś-1 – ogólnopaństwowy, główny kanal BTRC. Nadaje szczególnie ważne wydarzenia państwowe, publiczne i kulturalne, w tym koncerty świąteczne, defilady wojskowe, festiwale i konkursy międzynarodowe
- Biełaruś-2 – ogólnokrajowy kanał telewizyjny o tematyce sportowo-rozrywkowej. Na częstotliwościach kanału dwa razy dziennie emitowany jest segment regionalny
- Biełaruś-3 – kanał telewizyjny o tematyce kulturalnej. Nadaje głównie w języku białoruskim.
- Biełaruś-4 – pasmo wspólne oddziałów terenowych BTRC dla obwodów: brzeskiego, witebskiego, homelskiego, grodzieńskiego, mińskiego i mohylewskiego
- Biełaruś-5 – ogólnokrajowy kanał sportowy
- Biełaruś-24 – międzynarodowy kanał przeznaczony dla widzów spoza Białorusi
- NTV-Biełaruś – białoruski odpowiednik rosyjskiego kanału NTV, opierający się na programach rosyjskiej wersji dostarczanych Biełteleradyjokampanii na podstawie umowy, na które przypada około 80% emisji

## Stacje radiowe
- Biełaruś
- Kultura
- Pierszy nacyjanalny kanał
- Radyus-FM
- Stalica

## Cenzura i propaganda
Międzynarodowi eksperci i białoruska opozycja określają telewizję państwową jako jeden z najważniejszych instrumentów propagandowych autorytarnego reżimu Alaksandra Łukaszenki. Jest oskarżany o rozpowszechnianie dezinformacji, opowiadanie się za represjami politycznymi, manipulowanie wynikami wyborów i szkodzenie krytykom reżimu.
Według reportażystki TV która odeszła z BTRC podczas protestów na Białorusi w sierpniu 2020 roku telewizja była ostro ocenzurowana. Na przykład była lista osób, których imiona są niedozwolone być w wiadomościach, gdzie byli politycy opozycji, była czarna lista ekonomistów i politologów, od kogo nie można było brać komentarze, też było również niemożliwe wymówić słowa „stalinizm”, „kult jednostki”, „Gułag”. Istnienie cenzury potwierdził także dziennikarz telewizyjnej agencji informacyjnej Alaksandr Łuczonak, który również zrezygnował w proteście przeciwko propagandzie.

## Sankcje
Na pracowników i kadrę kierowniczą państwowych stacji telewizyjnych, w tym stacji Biełteleradyjokampaniji, nałożono kilkakrotnie sankcje UE, USA, Wielkiej Brytanii oraz Szwajcarii.
28 maja 2021 roku podczas specjalnie zwołanego spotkania Europejska Unia Nadawców zdecydowała się na zawieszenie członkostwa BTRC, przez co formalnie białoruski nadawca nie może m.in. uczestniczyć w konkursach EBU, takich jak Konkurs Piosenki Eurowizji. Od 28 maja zarząd stacji miał dwa tygodnie na ustosunkowanie się do decyzji, jednak tego nie zrobił. 1 lipca stacja oficjalnie została wykluczona z organizacji. W ten sam dzień w sieci pojawiło się oficjalne oświadczenie Biełteleradyjokampaniji, w którym to podkreślono, że wykluczenie z Unii jest dla stacji satysfakcją, od lat byli oni świadomi tego co się wydarzy, zarzucili EBU brak własnego zdania, a zakończyli je zdaniem „Nigdy więcej Eurowizji”. 1 lipca 2024 planowo wygasnąć miało trzyletnie wykluczenie nadawcy z EBU. Mimo to 23 kwietnia 2024 w komunikacie przekazanym do mediów EBU stwierdziło, że zawieszenie BTRC ma charakter bezterminowy, oraz dodała, iż „w chwili obecnej nie ma powodu, abyśmy zmieniali swoje stanowisko”.
W 2022 Biełteleradyjokampanija została umieszczona na listach sankcyjnych Unii Europejskiej, Kanady, Szwajcarii i Ukrainy.